# عز الدين مجوبي
عز الدين مجوبي ممثل ومخرج مسرحي جزائري ولد في مدينة عزابة بولاية سكيكدة في 30 أكتوبر 1945، ابن محام تعود أصوله إلي حمام قرقور (سطيف). أغتيل في 13 فيفري 1995 بالجزائر العاصمة.

## مشواره الفني
بدأ نشاطه كممثل مع مطلع الستينات بتشجيع من الفنان الراحل علي عبدون. التحق في 1963 بالكونسرفاتوار بالعاصمة وكانت بدايته الفنية بالإذاعة الوطنية بين 1965 و 1968 .
بعد تجربة مميزة في المسرح حيث شارك في أعمال من الربيرتوار الكلاسيكي قدم عدة أعمال تلفزيونية منها «يوميات شاب عامل» لمحمد افتيسان وفيلم «خريف 1988» لمالك الاخضر حمينة الذي يصور أحداث أكتوبر 1988 .
و ساهم أيضا في إنتاج أعمال مسرحية مع مسارح جهوية منها مسرح بجاية الذي قدم فيها سنة 1994 مسرحية «لحوينتة» عن نص لبوجادي علاوة ونال عليها جائزة أحسن إخراج. وكان له أيضا إسهام في التكوين حيث كان أستاذا في الإلقاء والنطق بالمعهد الوطني العالي للفنون الدرامية.
إلى جانب الاداء تقلد الراحل عدة مناصب إدارية فعين مديرا للمسرح الجهوي لباتنة ثم للمسرح الجهوي لبجاية وعين في 1995 على راس مؤسسة المسرح الوطني الجزائري محي الدين بشطارزي.و كان هدف الفقيد الوحيد هو النهوض بالمسرح في فترة عصيبة من خلال مشروع طموح لم يمهل الموت الفجائي فرصة لتجسيده.
كان بإمكان مجوبي ان يعطي المزيد ويساهم في بناء مسرح متين كمبدع وأيضا كأستاذ في مجال التكوين ليغرف الشباب من خبراته المهنية ويقتدون بأخلاقه العالية وحسه الإنساني الرفيع لو لم تمتد اليه ايادي الغدر لتسكت بطلقة رصاص جبانة هذا الصوت الذي كان يصدح من اجل ازدهار وتقدم وطنه.
في 13 فبراير1995 انطفأت شمعة الفنان الملتزم امام مبنى المسرح الوطني الذي طالما اضاءه بإبداعاته وكان قد عين في بداية تلك السنة مديرا له وكان يفكر في مشاريع كثيرة للنهوض بالمسرح وفتح الابواب امام المواهب الحقيقة دون اقصاء.
رحل الفنان الذي ابدع في كل ما قدم سواء في المسرح عشقه الأول أو في السينما تاركا أعمالا خالدة في سجل ابي الفنون وذاكرة الجمهور. وتحتفظ ثنايا خشبة مسرح الوطني محي الدين بشطرز بأدائه المبهر في مسرحية «حافلة تسير» حيث تفاعل كثيرا مع الدور في مشهد بكاءه بمرارة على فقدان فلذة كبده «نوارة» التي ماتت قبل ان ترى النور وبقيت عبارة «نوارة بنتي» التي كان يرددها من أشهر «اللازمات» (كلمة وجملة يرددها الممثل) في تاريخ المسرح الجزائري.
وعرفت مسرحية "حافلة تسير التي أنتجت سنة 1985 وشاركته في بطولتها دليلة حليلو نجاحا كبيرا واصبحت علامة مميزة في مسرح تلك الفترة كما شارك مجوبي في عدة أعمال ميزت تلك الفترة كما اخرج مسرحية " غابوا الافكار " ومسرحية " عالم البعوش " التي نالت نجاحا كبيرا وأخذت جائزة أحسن إخراج في مهرجان قرطاج للمسرح بتونس.
كما شارك في المسرحية الشهيرة «بابور غرق» لسليمان بن عيسى وخاض مع زياني شريف عياد وامحمد بن قطاف وصونيا واخرين تجربة المسرح المستقل في الجزائر بإنشاء «مسرح القلعة» في 1990 أنجز اثناءها «العيطة» «حافلة تسير2».
و شاءت الأقدار أن يلفظ أنفاسه الأخيرة عند عتبة المسرح ليقى طيفه ساكنا المكان.

## روابط خارجية
- عز الدين مجوبي على موقع IMDb (الإنجليزية)
- عز الدين مجوبي على موقع ألو سيني (الفرنسية)
- عز الدين مجوبي على موقع قاعدة بيانات الفيلم (الإنجليزية)
- عز الدين مجوبي على موقع كينوبويسك (الروسية)